# Gare de Pont-de-Lignon
La gare de Pont-de-Lignon est une gare ferroviaire française de la ligne de Saint-Georges-d'Aurac à Saint-Étienne-Châteaucreux, située au hameau de Confolent sur le territoire de la commune de Beauzac, dans le département la Haute-Loire en région Auvergne-Rhône-Alpes. Elle porte le nom de Pont-de-Lignon, ancien bourg papetier situé de l'autre côté de la Loire, sur les communes de Monistrol (rive droite de la rivière Lignon du Velay) et Saint-Maurice-de-Lignon (rive gauche du Lignon).
Elle est mise en service en 1863 par la Compagnie des chemins de fer de Paris à Lyon et à la Méditerranée (PLM). Elle ne doit pas être confondue avec l'ancienne halte ferroviaire de Beauzac (fermée en 2010), située quelques kilomètres plus au sud sur la même ligne, près du hameau de Bransac.
C'est un point d'arrêt sans personnel de la Société nationale des chemins de fer français (SNCF), desservi par des trains TER Auvergne-Rhône-Alpes.

## Situation ferroviaire
Établie à 477 m d'altitude, sur la courte ligne droite reliant le tunnel de Confolent au viaduc de Nantet franchissant la Loire, la halte de Pont-de-Lignon est située au point kilométrique (PK) 97,865 de la ligne de Saint-Georges-d'Aurac à Saint-Étienne-Châteaucreux entre les gares ouvertes de Retournac et Bas-Monistrol.

## Histoire
La « station de Pont-du-Lignon » est mise en service le 9 novembre 1863 par la Compagnie des chemins de fer de Paris à Lyon et à la Méditerranée (PLM), lorsqu'elle ouvre à l'exploitation la section de Firminy à Pont-de-Lignon de sa ligne de Saint-Étienne - Le Puy - Arvant.

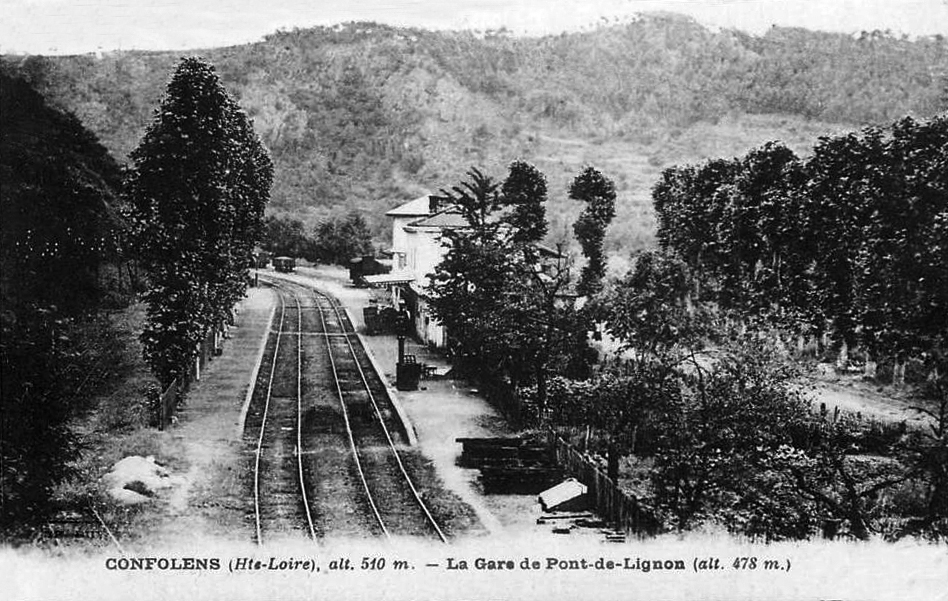
La gare vers 1900.

Elle est durant quelques années le terminus de la ligne venant de Saint-Étienne-Châteaucreux et Firminy, dans l'attente du prolongement vers Le Puy ouvert en 1866. Durant cette période, le pont suspendu de Confolent, construit en 1863 par l'ingénieur Boulland, permettait de rejoindre aisément la Route impériale 88 à Pont-de-Lignon, et de se rendre ainsi au Puy-en-Velay.
Après l'ouverture du prolongement vers Le Puy, la gare tira son trafic de la proximité du hameau de Pont-de-Lignon, où étaient installées d'importantes papeteries ouvertes par les frères Lumière en 1895, mais aussi de celui de Confolent, tourné vers le tourisme à travers la présence d'hôtels et d'hébergements de plein air. La gare de Pont-de-Lignon assurait aussi la desserte de Saint-Maurice-de-Lignon, ainsi que de certains écarts de Monistrol (principalement desservie par la gare de Bas-Monistrol) ou Beauzac.
Le lent déclin du trafic dans la seconde moitié du XXe siècle a entraîné la fermeture de l'évitement ainsi que du bâtiment voyageurs, aujourd'hui déclassé et vendu à un particulier. La gare est devenue une simple halte, dotée d'un quai unique partiellement utilisable.
La fréquentation de la halte est de 15 voyageurs par jour en 2009.

## Service des voyageurs

### Accueil
Halte SNCF, c'est un point d'arrêt non géré (PANG) à entrée libre, non équipé d'automates pour l'achat de titres de transport.

### Desserte
Pont-de-Lignon est desservie par des trains TER Auvergne-Rhône-Alpes qui effectuent des missions entre Saint-Étienne-Châteaucreux et Le Puy-en-Velay.
Les trains ne marquent pas systématiquement l'arrêt. Au service d'été 2011, la halte est desservie par trois trains dans chaque sens en semaine. Le meilleur temps de parcours en train direct est de 45 minutes pour Saint-Étienne-Châteaucreux et de 44 minutes pour Le Puy-en-Velay. Au service d'hiver 2011, le cadencement, devrait permettre une hausse du nombre d'arrêts.

### Intermodalité
La halte n'est desservie par aucun moyen de transport collectif, le hameau de Confolent étant difficilement accessible par bus en raison des restrictions de circulation sur le pont suspendu de Confolent. Quelques places de stationnement sont disponibles.